# Naturpark Piana Crixia
Der Naturpark Piana Crixia (Parco naturale regionale di Piana Crixia) ist ein unter Naturschutz stehender Regionalpark, der sich in der norditalienischen Region Ligurien, in der Provinz Savona befindet. Das 794,71 Hektar große Schutzgebiet grenzt an die Provinzen Cuneo, Asti und Alessandria der Region Piemont.
Der Park befindet sich komplett auf dem Gemeindeland von Piana Crixia und wurde 1989 mittels eines Regionalgesetzes eingerichtet.